# Manöverpanel
En manöverpanel är en platt, oftast vertikal yta där kontroll eller övervakningsinstrument visas. De finns i fabriker för att övervaka och styra maskiner eller produktionslinjer och på platser såsom kärnkraftverk, fartyg, flygplan och på stordator. Äldre kontrollpaneler är oftast utrustade med tryckknappar och analoga instrument, medan i dagsläget (2010) används i många fall pekskärmar för övervaknings- och styrändamål.

## Bilder

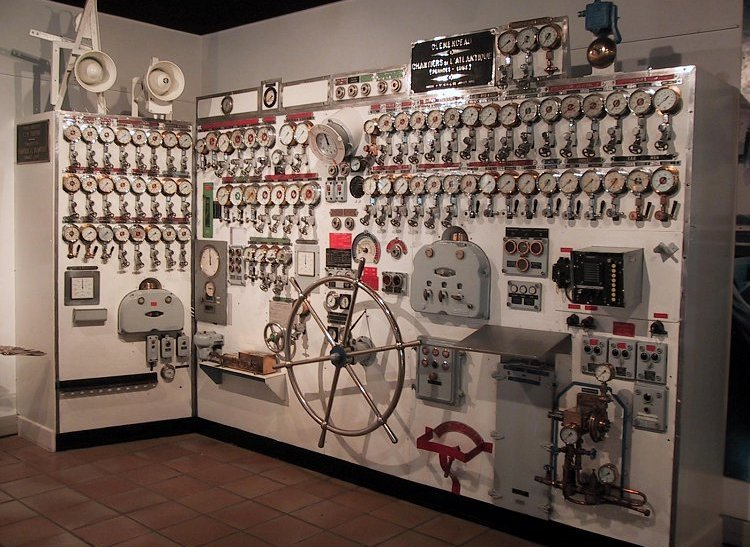
Manöverpanel för motorerna på Clemenceau (R98) hangarfartyg
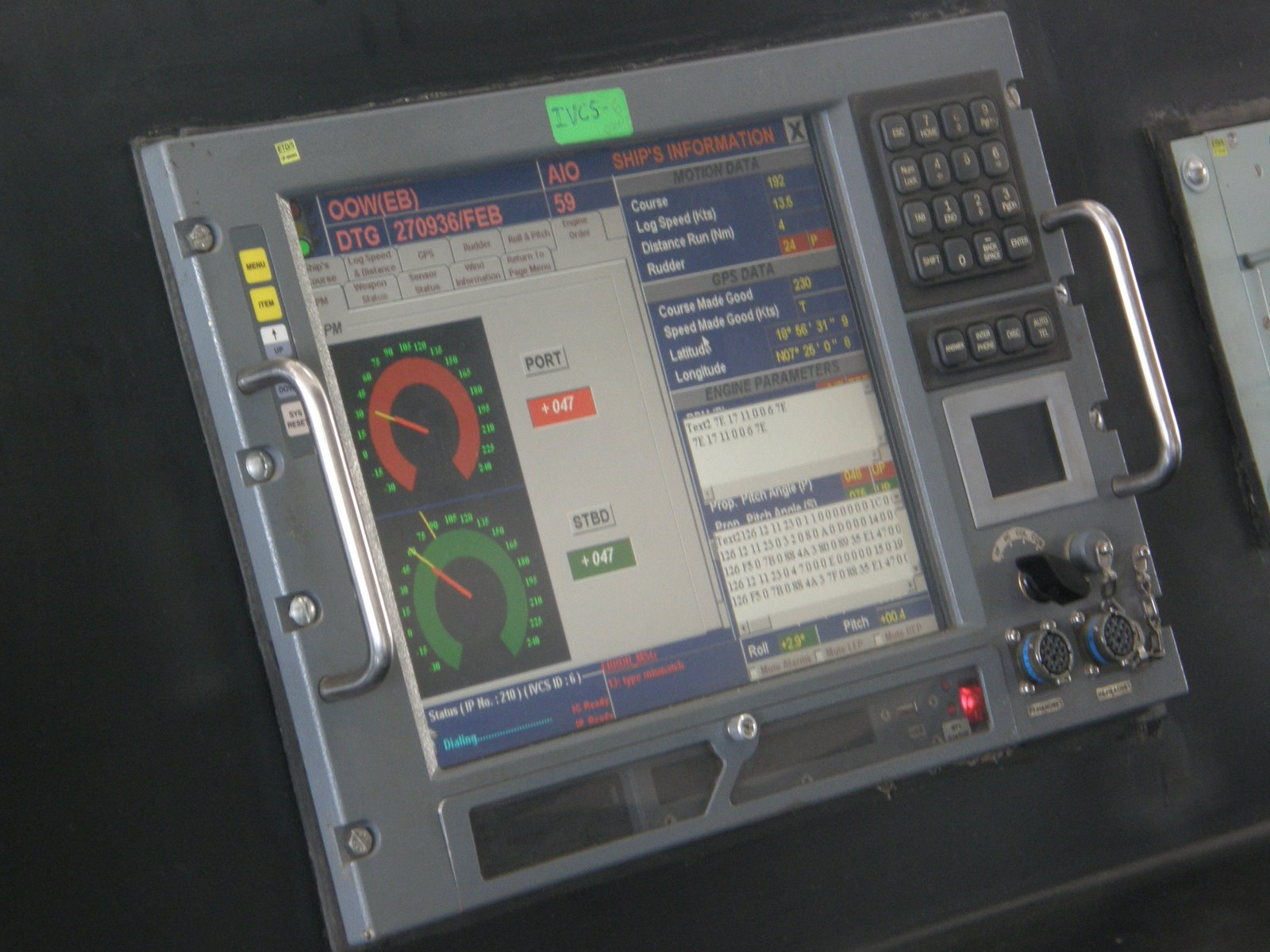
Manöverpanel med pekskärm för fregatten INS Shivalik
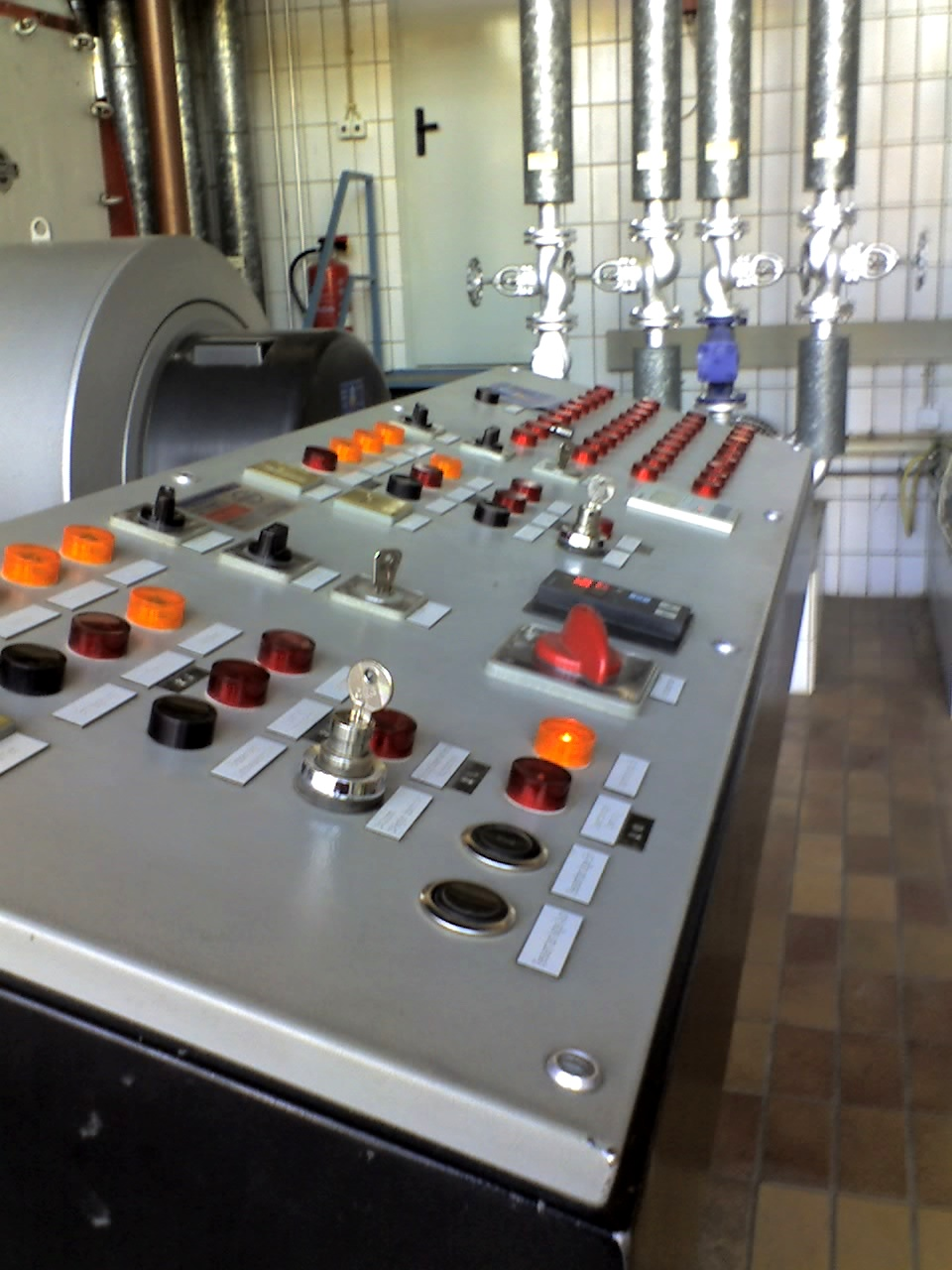
Manöverpanel från två Horisontella rörkokare
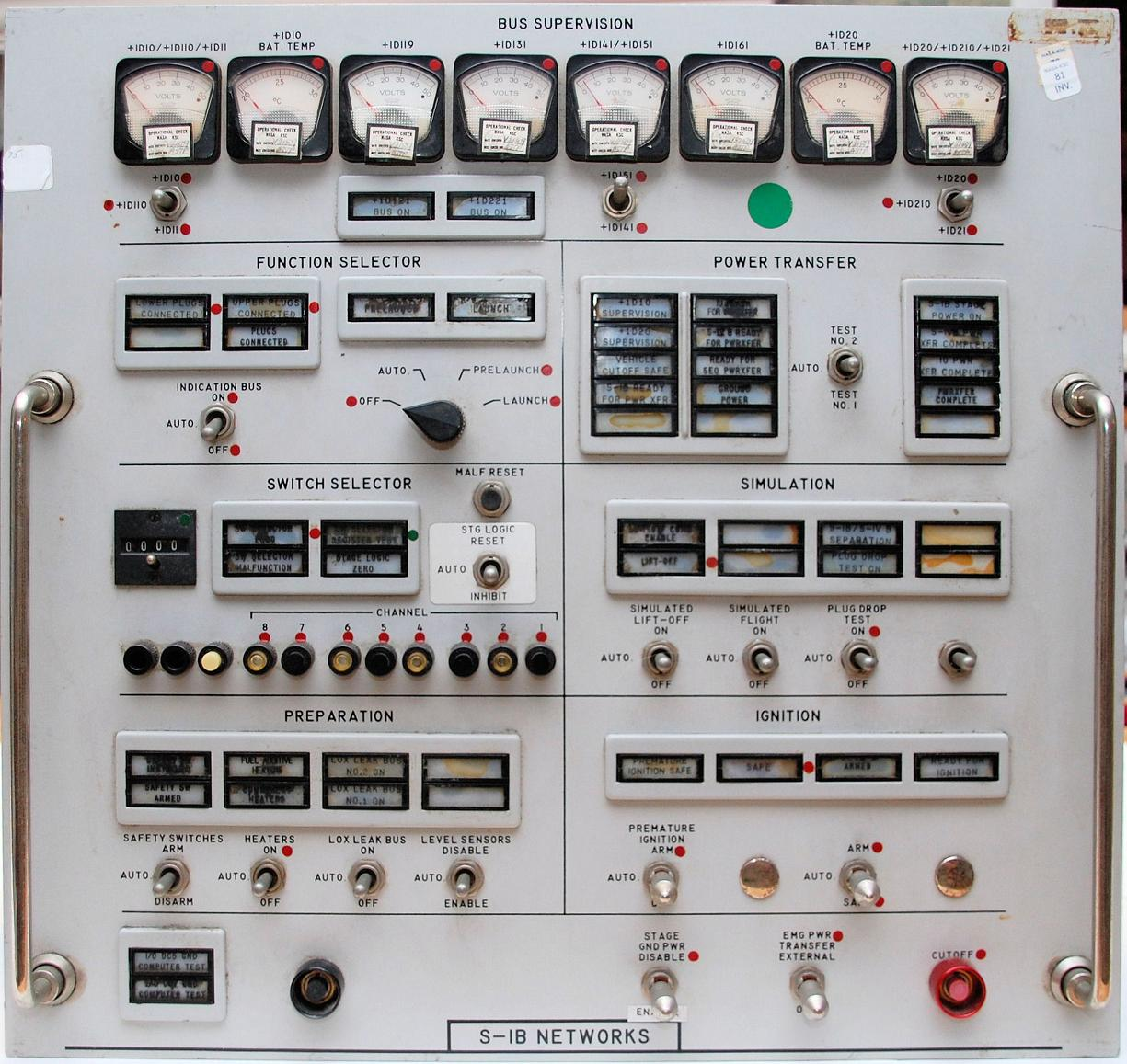
En av manöverpanelerna från Kennedy Space Centers Launch Control Center uppskjutningsrum under Apollo eran
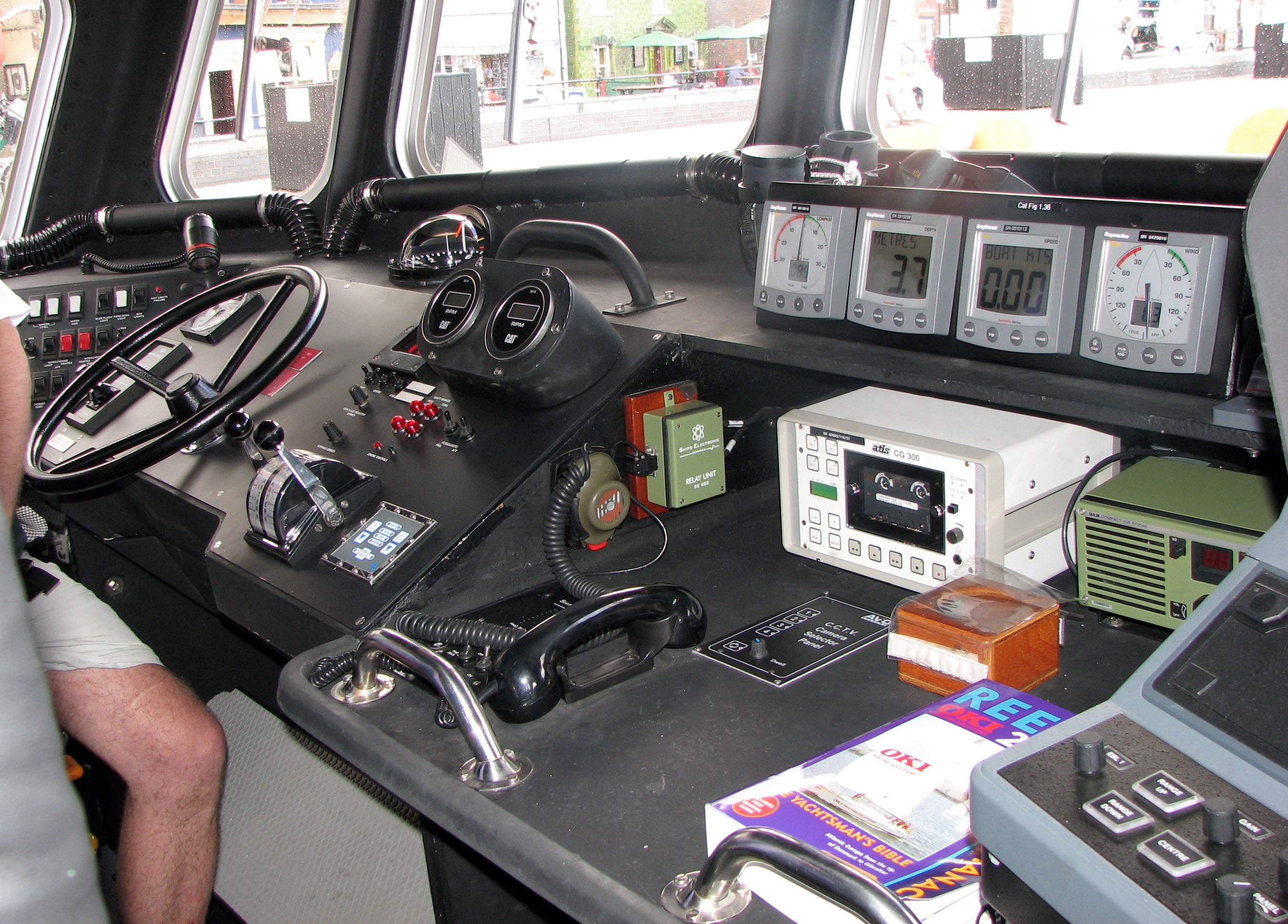
En del av kontrollpanelerna på en Severn class livbåt
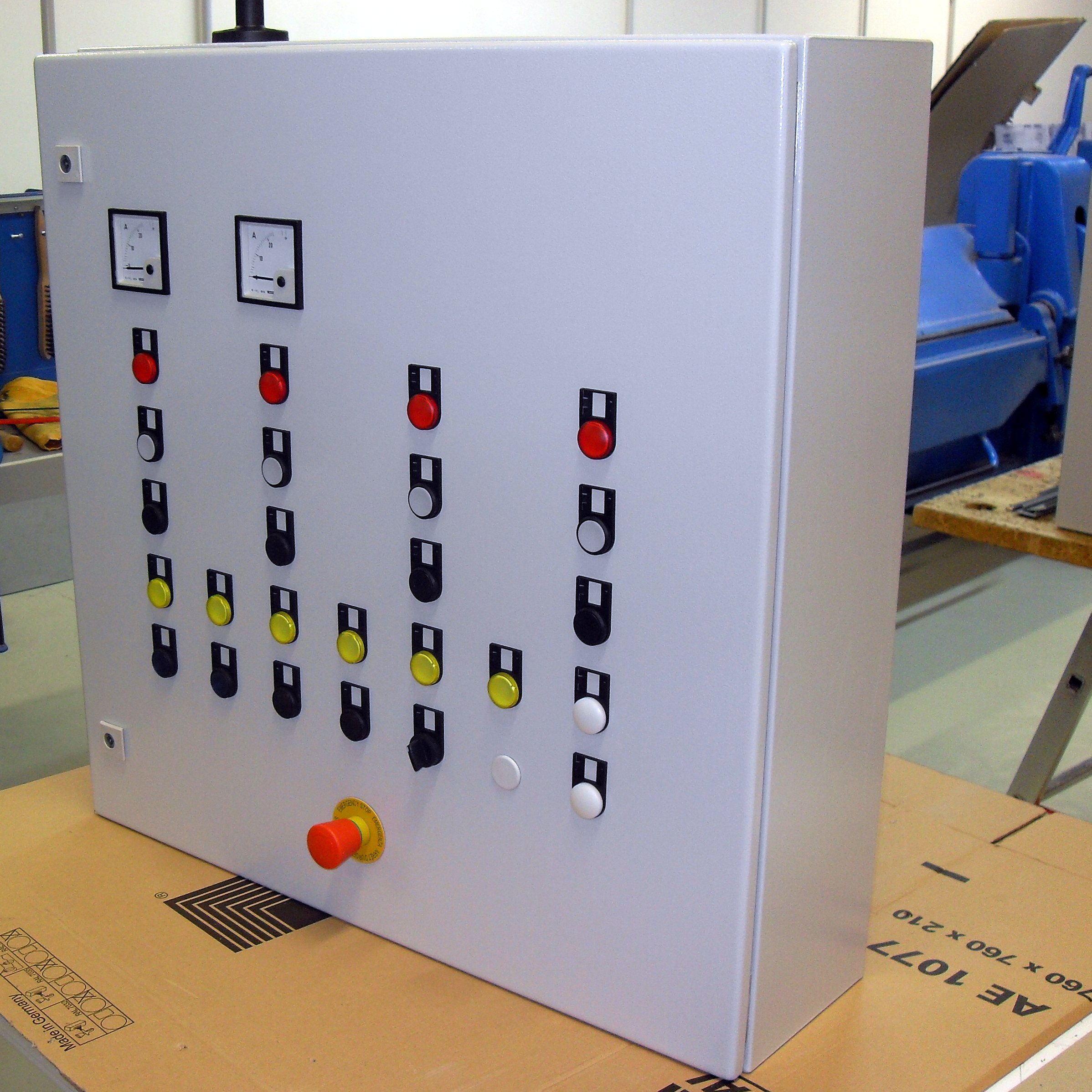
HMI på en maskin för sockerindustrin men tryckknappar